# Friedrich Lindemann (Schriftsteller)
Friedrich Eduard Carl Lindemann (* 4. Januar 1898 in Bremen; † 11. Februar 1950 ebendort) war ein deutscher Schriftsteller und Journalist.

## Leben und Wirken
Lindemann wurde 1898 in Bremen als Sohn eines Zollinspektors geboren. Nach dem Besuch des dortigen Realgymnasiums meldete er sich 1915 als Freiwilliger zur Teilnahme am Ersten Weltkrieg. Nach Kriegsende studierte er Germanistik, Anglistik und Geschichte in Marburg und Hamburg.
Seine journalistische Karriere begann Lindemann als Schriftleiter der Zeitschrift Niedersachsen. Im Zweiten Weltkrieg diente er als Verbindungsoffizier. Er geriet in Kriegsgefangenschaft, aus welcher er erst 1947 wieder nach Bremen zurückkehrte.
Neben seiner Tätigkeit als Journalist publizierte er dramatische Werke und Erzählungen sowohl in hochdeutscher als auch in niederdeutscher Sprache, deren Handlungen in seiner norddeutschen Heimat angesiedelt waren. Lindemann war Mitglied der norddeutschen Autorenvereinigung Die Kogge.

## Schriften (Auswahl)
- Dat Osterspäl von Redentien (1922)
- De Weg na'n Hewen (1922)
- Spök (1922)
- De Nobiskroog (1923)
- De Fisch (1925)
- De schönsten Fabeln för Kinners (1948)
- Dat Speel vun den Rieken Mann (1949)
- In Luv und Lee die Liebe (1951)
- Nicht weit vom Hafen (1973)
- Gott un Minsch (1977)

## Filmografie
- 1938: Das Geheimnis um Betty Bonn – Regie: Robert Adolf Stemmle
- 1961: In Luv und Lee die Liebe (aus dem Ohnsorg-Theater) – Regie: Hans Mahler
- 1997: In Luv und Lee die Liebe (aus dem Ohnsorg-Theater) – Regie: Wilfried Dziallas

## Hörspiele
- 1926: Dat Osterspäl vun Redentin (Vorlage: Redentiner Osterspiel) (NORAG)
- 1951: De Nobiskroog. Eine plattdeutsche Funkballade – Regie: Fritz Börner. Sprecher u. a.: Carl Hinrichs, Willy Beutz, Emil Riemer, Hans Rastede, Ruth Bunkenburg, Bernd Wiegmann (RB)
- 1952: In Luv und Lee die Liebe. Een lustig Spill – Regie: Hans Freundt. Sprecher u. a.: Hans Mahler, Heinz Lanker, Walter Scherau, Erna Raupach-Petersen, Heidi Kabel, Otto Lüthje (NWDR Hamburg)
- 1952: Dat Speel von den rieken Mann (Vorlage: Johannes Stricker: De düdesche Schlömer (Der deutsche Schlemmer)) – Bearbeitung und Regie: Eberhard Freudenberg. Sprecher u. a.:  Ivo Braak, Erika Rumsfeld, Carl Hinrichs, Ernst Waldau, Heinrich Schmidt-Barrien, Walter A. Kreye (RB)
- 1953: In Luv un Lee de Leew – Regie: Erich Keddy. Sprecher u. a.: Carl Schenck, Walter Ernst, Ernst Waldau, Hans Joachim Schenck, Thea Waldau, Walter Jokisch (RB)
- 1965: Dat Osterspäl vun Redentin – Übersetzung: Friedrich Lindemann, Regie: Walter Bäumer. Sprecher: Walter A. Kreye (RB)
- 1965: In Luuv un Lee de Leev – Regie: Dieter Ehlers. Sprecher u. a.: Carl Hinrichs, Hans Rolf Radula, Heinrich Kunst, Wolfgang Schenck, Erika Rumsfeld, Ursula Hinrichs (RB)